# Fédération nationale des Banques populaires
La Fédération nationale des Banques populaires, est une association française détenue par les douze banques populaires régionales, la CASDEN Banque populaire et le Crédit Coopératif. 

## Histoire
Juridiquement issue de la Caisse centrale des Banques populaires (1921-1999), intégrant les équipes de la Chambre syndicale des Banques populaires (1929-1999), elle réunissait les fonctions d’organe central du réseau des Banques populaires au sens de la loi relative à l'activité et au contrôle des établissements de crédit, de gestion des excédents de trésorerie du groupe Banque populaire et d'organe central de Natixis conjointement avec la Caisse nationale des Caisses d'épargne (CNCE). Elle exerçait également les missions de stratégie, de contrôle, de coordination et d’animation du groupe.
Héritière de la Chambre syndicale des Banques populaires et de la caisse centrale des Banques populaires, la Banque fédérale des Banques populaires a disparu le 31 juillet 2009, à la suite de la fusion avec la Caisse nationale des caisses d'épargne, au profit de BPCE, nouvel organe central des Banques populaires et des Caisses d'épargne.